# Ирецкая, Наталия Александровна
Наталия Александровна Ирецкая (1 [14] августа 1843 — 14 ноября 1922, Петроград) — российская певица (сопрано) и музыкальный педагог.

## Биография
Окончила Санкт-Петербургскую консерваторию (1868), ученица Генриетты Ниссен-Саломан, затем совершенствовалась в Париже под руководством Полины Виардо, выступала во Франции и Германии.
В 1874 году вернулась в Россию и наряду с концертной деятельностью сразу начала преподавательскую, с 1881 года — профессор Петербургской консерватории.
Среди учениц Ирецкой — её племянница (по некоторым уверениям, дочь) Наталия Акцери, Любовь Андреева-Дельмас, Надежда Забела-Врубель, Ксения Дорлиак, Елена Катульская, Лидия Липковская, Зоя Лодий, Евгения Лучезарская, Софья Гладкая, А. Г. Жеребцова-Андреева, В. М. Зарудная, Д. М. Мусина-Пушкина и другие выдающиеся певицы.
Скончалась 14 ноября 1922 года после тяжелой болезни. Похоронена на Никольском кладбище Александро-Невской лавры.